# Abbazia di Jedburgh
L'abbazia di Jedburgh è un edificio storico del Regno Unito che si trova a Jedburgh nei Border scozzesi. Un tempo adibito a uso religioso e appartenente all'Ordine di Sant'Agostino, è dal 1917 di proprietà dello Stato e sotto tutela dell'istituto per i beni storici di Scozia.

## Storia
Nella metà del IX secolo quando l'attuale Jedburgh era parte del Regno di Northumbria, governato dagli Anglosassoni esistevano due Gedworths, nome con il quale era conosciuta la città, una di esse divenne il villaggio attualmente esistente, mentre l'altro si costituì qualche miglio più a sud. Secondo le cronache di Simeone di Durham Ecgred, Vescovo di Lindisfarne dall'830 all'845, donò i due villaggi omonimi alla diocesi di Lindisfarne. Il paese più meridionale divenne sede della chiesa, la prima della parrocchia, mentre il secondo si distingueva per essere la sede del castello locale; solo il Jedburgh attuale sopravvisse, dell'altro si sono da lungo tempo perse le tracce.
La sola evidenza storica della chiesa di Gedworths è da attribuirsi a Simeone quando descrive la tomba, lì collocata, di Eadulf uno degli assassini di William Walcher (morto nel 1080) vescovo di Durham.
Nel 1118 Davide I di Scozia, ancora prima di ascendere al trono creò un'abbazia per i monaci dell'Ordine di Sant'Agostino nell'attuale Jedburgh, sin dall'inizio viene descritto come un priorato e attorno al 1139 pare che fosse stato retto da un uomo di nome Daniele. Più tardi la chiesa venne elevata al rango di monastero, prima di diventare, negli anni antecedenti (forse nel 1147) la morte di Davide avvenuta nel 1153, una vera e propria Abbazia dedicata alla Vergine Maria.
Dopo la morte di Davide la protezione dell'abbazia e i privilegi che da essa derivavano passarono ai suoi nipoti, figli di suo figlio Enrico di Scozia, Malcolm IV di Scozia e Guglielmo I di Scozia. Nel corso dei secoli la chiesa dell'abbazia venne ampliata, nel XIII secolo vennero costruiti il coro e la navata che erano già in piedi quando Alessandro III di Scozia sposò Iolanda di Dreux nel 1285 in quella stessa chiesa. Si diceva che l'abbazia contenesse il meglio dell'eleganza dell'Architettura normanna e della nascente architettura in più schietto stile inglese. Col cresce della chiesa e dell'abbazia anche i suoi abitanti acquisirono importanza tanto che i suoi abati vennero chiamati a presenziare alle sedute del parlamento. L'abbazia non solo possedeva terre e altre chiese nel sud della Scozia, ma anche in Northumberland tanto che nel 1296 l'abate in carica giurò fedeltà a Edoardo I d'Inghilterra a Berwick-upon-Tweed. Edoardo intendeva governare l'abbazia tanto che nello stesso anno nominò abate uno scozzese fedele agli inglesi, William de Jarum, l'anno seguente Giovanni de Warenne, VI conte di Surrey subì un'amara sconfitta alla Battaglia di Stirling Bridge per mano di William Wallace e l'abbazia venne depredata e in parte distrutta come rappresaglia dagli inglesi. Una volta salito al trono Roberto I di Scozia Jedburgh tornò sotto la protezione della corona scozzese, anche se, nel 1346, dopo la sconfitta inflitta agli scozzesi alla Battaglia di Durham, gli inglesi la saccheggiarono nuovamente. Nel 1370 i danni erano stati riparati e Davide II di Scozia ordinò la costruzione del transetto settentrionale che esiste a tutt'oggi, negli anni però l'abbazia patì di nuovo molti danni nel 1410, 1416 e nel 1464 per mano di Richard Neville, XVI conte di Warwick. Nel 1523 Thomas Howard, II duca di Norfolk diede l'abbazia alle fiamme e di nuovo venne danneggiata nel 1544 da Edward Seymour, I duca di Somerset. La vita travagliata dell'abbazia di Jedburgh si chiuse nel 1560 quando la riforma della chiesa di Scozia pose fine al cattolicesimo. Dopo la riforma ai monaci venne permesso di restare anche se la chiesa divenne sede del nuovo culto, nel 1671 la parte occidentale della chiesa venne rimossa per ragioni di sicurezza, una situazione che perdurò per un paio di secoli. Nel 1871 si decise che era poco proficuo continuare i lavori di ripristino e si preferì dare il via alla costruzione di una nuova chiesa, le sorti della vecchia vennero curate da Schomberg Kerr, IX marchese di Lothian che iniziò dei lavori di restauro. Il marchese morì nel 1900 e nel 1917 l'abbazia e la chiesa vennero donate allo stato e sono attualmente sotto la tutela dell'Historic Scotland.